# Tirza (romance)
Tirza é um romance do escritor holandês Arnon Grunberg. O livro foi publicado, pela editora Nijgh & Van Ditmar, em setembro de 2006. No Brasil foi lançado em 2016, pela Editora Rádio Londres, com tradução de Mariângela Guimarães.
Em 2010, Tirza foi adaptado para o cinema.

## Enredo
Jörgen Hofmeester é um homem de meia-idade que vive em Amsterdã, numa casa com vista para o Vondelpark. A esposa de Jörgen o abandonou, mas voltou depois de três anos. Sua filha mais velha, Ibi, mora na França há algum tempo, e sua filha mais nova, Tirza, está prestes a deixar a casa dos pais.
Hofmeester trabalha como editor de livros de ficção traduzidos. Um mês antes do vestibular de Tirza, ele é suspenso por seu empregador até a data de sua aposentadoria. Depois disso, em vez de seu passeio de bicicleta diário por Herengracht, ele passa seu tempo no aeroporto de Schiphol. 
A felicidade e os rumos da vida de Tirza, passam a ser uma obsessão para Hofmeester. A filha se sente sufocada pelo pai, e desenvolve um distúrbio alimentar, que a aproxima cada vez mais de seu namorado Choukri, um imigrante marroquino. Os dois decidem fazer uma viagem pela África após o vestibular, e Hofmeester sente isso como o começo do fim da sua relação com a filha, e tenta dissuadi-la.
Sem conseguir convencer a filha a não viajar, ele parte para Namíbia para procurá-la depois de não receber notícias dela. A viagem se torna uma jornada introspectiva para ele, que em seus delírios acaba por entrar num universo paralelo com Windhoek, uma menina de 9 anos que o acompanha pelo interior da Namíbia.

## Filme
Em 2010 o livro se transformou em um filme de mesmo nome.
A estreia de Tirza ocorreu na abertura do 30º Festival de Cinema Holandês, em 22 de setembro de 2010. Sylvia Hoeks desempenhou o papel de Tirza e Gijs Scholten interpretou seu pai, Jörgen Hofmeester. 

## Prêmios
- 2007 - O Prêmio Literatura Golden Owl
- 2007 - Prêmio Literatura Libris
- 2011 - KANTL (prosa)